# دهکده غوص
دهکده غوص (به عربی: قرَیة الغُوص) یکی از معالم بارز وتاریخی و جاذبهٔ گردشگری دبی ویکی از نقاط دیدنی امارات متحده عربی است که سالیانه تعدادی زیادی از گردشگران از مناطق داخل و خارج امارات به سویش می‌شتابند.

## موقع دهکده غوص
«دهکده غوص» در سمت مشرق دهکده میراثی و در نزدیکی دهانهٔ خور در منطقهٔ شندغه واقع شده‌است.
در نزدیکی خانه شیخ سعید آل مکتوم یک آبادی قدیمی را مشاهده می‌کنید که به صورت زنده روش‌ها و فرهنگ زندگی مردمان قدیم در امارات را به تصویر می‌کشد. مردمانی که با ماهیگیری یا از راه غواصی و استخراج مروارید از اعماق آب دریا امرار معاش می‌کرده‌اند. افراد حاضر در این آبادی مانند یک کتاب مصور، زندگی مردم این خطه را در دوران نه چندان دور را در معرض تماشای شما قرار می‌دهند. حکومت دبی در حال توسعه این آبادی به عنوان یک منطقهٔ فرهنگی وتاریخی می‌باشد.